# Soranus (Bataafs krijgsman)

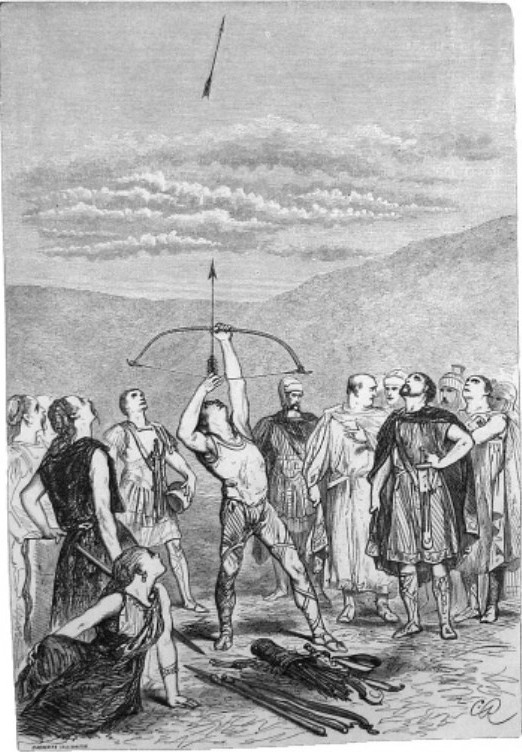
Krijgsman Soranus schiet twee pijlen af, houtgravure van Charles Rochussen.

Krijgsman Soranus is een legendarische Bataafse krijgsman die vocht in het Romeinse leger ten tijde van Keizer Hadrianus (117-138). In de oorlog tegen de Pannoniërs betoonden de Bataafse hulptroepen grote heldenmoed door de Donau met hun paarden over te zwemmen en de nietsvermoedende vijand op de vlucht te jagen. De Donau was in die tijd de noordelijke grens van het Romeinse Rijk. Keizer Hadrianus bewonderde na die prestatie de Bataven niet alleen om hun bedrevenheid in het zwemmen en hun heldenmoed, maar verbaasde zich ook over de vastheid van hun arm, de juistheid van hun oog en de vlugheid van hun vingers. Volgens de overlevering schoot de Bataafse krijgsman Soranus op een dag een pijl af, onmiddellijk gevolgd door een tweede die de eerste, in het midden getroffen, voor de voeten van de keizer deed neervallen.
Op de grafsteen van Soranus werd een opschrift aangebracht om de held te eren. De steen is verloren gegaan, maar het gedicht is bewaard gebleven. Het is een 11-regelig gedicht in hexameters en luidt in een vertaling in proza:
Ik ben de man die eens in Pannonië bij ieder bekend was.
Van duizend sterke Bataven was ik nummer één.
Ik presteerde het om, onder toeziend oog van Hadrianus, het diepe water van de brede Donau over te zwemmen, en dat in volle wapenrusting.
Een afgeschoten pijl kon ik in de vlucht met een andere pijl doorklieven.
Niemand was mij de baas, geen Romeinse soldaat met zijn speer en geen Parthische barbaar met zijn boog.
Hier lig ik nu, mijn daden heb ik vereeuwigd in steen.
Zou iemad mijn prestaties kunnen evenaren?
Ik denk van niet, maar als het lukt, bedenk dan wel: ík heb het voorbeeld gegeven, ík was het eerst.

## Huidige betekenis
Geïnspireerd door de talenten en vaardigheden van de Bataafse krijgsman hebben veel schiet- en handboogverenigingen in Nederland de naam Soranus of Krijgsman Soranus aangenomen.